# Henricia diffidens
Henricia diffidens är en sjöstjärneart som först beskrevs av Jean Baptiste François René Koehler 1923.  Henricia diffidens ingår i släktet Henricia och familjen krullsjöstjärnor. Inga underarter finns listade i Catalogue of Life.